# Pisaniidae
Pisaniidae zijn een familie van weekdieren uit de klasse van de Gastropoda (slakken).

## Geslachten
- Ameranna Landau & Vermeij, 2012
- Anna Risso, 1826
- Aplus De Gregorio, 1885
- Bailya M. Smith, 1944
- Caducifer Dall, 1904
- Cancellopollia Vermeij & Bouchet, 1998
- Cantharus Röding, 1798
- Clivipollia Iredale, 1929
- Crassicantharus Ponder, 1972
- Dianthiphos Watters, 2009
- Engina Gray, 1839
- Enginella Monterosato, 1917
- Enzinopsis Iredale, 1940
- Falsilatirus Emerson & Moffitt, 1988
- Gemophos Olsson & Harbison, 1953
- Hesperisternia J. Gardner, 1944
- Minioniella Fraussen & Stahlschmidt, 2016
- Monostiolum Dall, 1904
- Pisania Bivona e Bernardi, 1832
- Pollia Gray, 1834
- Prodotia Dall, 1924
- Pusio Gray, 1833
- Solenosteira Dall, 1890
- Speccapollia Fraussen & Stahlschmidt, 2016
- Steye Faber, 2004

### Synoniemen
- Appisania Thiele, 1929 => Pisania Bivona e Bernardi, 1832
- Calicantharus Clark, 1938 => Pusio Gray, 1833
- Ecmanis Gistel, 1848 => Pisania Bivona e Bernardi, 1832
- Jeannea Iredale, 1912 => Pisania (Jeannea) Iredale, 1912 => Pisania Bivona e Bernardi, 1832
- Muricantharus Olsson, 1971 => Hesperisternia J. Gardner, 1944
- Proboscidea Möller, 1832 => Pisania Bivona e Bernardi, 1832 (non Bruguière, 1791)
- Pusiostoma Swainson, 1840 => Engina Gray, 1839
- Sukunaia Cernohorsky, 1966 => Pisania Bivona e Bernardi, 1832
- Taeniola Dall, 1904 => Pisania Bivona e Bernardi, 1832
- Tritonidea Swainson, 1840 => Pollia Gray, 1834